# Francesco Salata

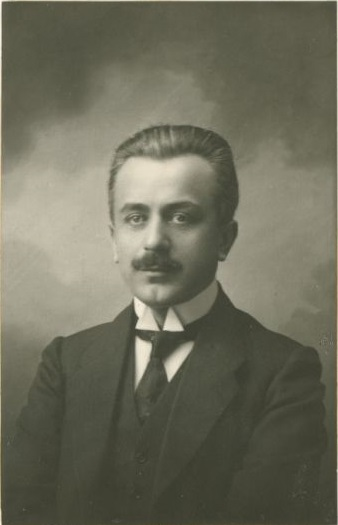
Francesco Salata

Francesco Salata (Osor, Oostenrijk-Hongarije, 21 september 1876 - Rome, 10 maart 1944) was een Italiaans historicus, politicus, diplomaat en schrijver.

## Levensloop
Salata werd in 1876 geboren in Osor dat op een eiland bij Istrië ligt. Het eiland (tegenwoordig in Kroatië) maakte destijds deel uit van Oostenrijk-Hongarije, en Salata, een etnische Italiaan, ontwikkelde al vroeg irredentistische gevoelens.
Nog op de middelbare school riskeerde hij vanwege zijn ideeën van alle scholen van het rijk te worden verbannen. Aan het begin van de Eerste Wereldoorlog ging hij naar Rome, waar hij zijn zaak bepleitte om Italië aan de oorlog te laten deelnemen. Ondertussen namen de Oostenrijkers wraak op hem via zijn vrouw Ilda en dochter die zij tussen 1916 en 1917 meer dan een jaar lang interneerden. Zijn vrouw overleed enkele jaren na het einde van de oorlog aan de gevolgen van haar gevangenisstraf.
Salata nam in 1920 deel aan de onderhandelingen over het Verdrag van Rapallo.
Met zijn benoeming tot directeur van het kantoor voor de Nieuwe Italiaanse Provincies en tot senator nam zijn politieke macht toe. Zijn historische literaire werken werden goed ontvangen in de academische gemeenschap. Salata was aanvankelijk tegen het fascisme, en hij werd zelfs aangevallen door de fascisten tijdens een bezoek aan Trente, waar hij op reis was met zijn dochter. Uiteindelijk steunde hij de fascisten nadat ze de macht hadden gegrepen en schreef hij boeken aansloegen die in het fascistische Italië.
Salata werd later Italiaans ambassadeur in Oostenrijk, waar hij, ondanks zijn irredentistische imago, nog steeds hoog in aanzien stond.
Hij stierf in Rome op 10 maart 1944.